# Alberto Schiavon
Alberto Schiavon (Rovereto, 2 de abril de 1978) es un deportista italiano que compitió en snowboard, especialista en la prueba de campo a través. Consiguió una medalla de bronce en los X Games de Invierno.

## Medallero internacional
| \| X Games de Invierno \| X Games de Invierno \| X Games de Invierno \| X Games de Invierno \| \| Año \| Lugar \| Medalla \| Prueba \| \| ------------------- \| ---------------------- \| ------------------- \| ------------------- \| \| 2010 \| Aspen (Estados Unidos) \| Medalla de bronce \| Campo a través \| |                        |                   |                |
| X Games de Invierno |                        |                   |                |
| Año | Lugar                  | Medalla           | Prueba         |
| 2010 | Aspen (Estados Unidos) | Medalla de bronce | Campo a través |